# Ein Fall für zwei: Über den Tod hinaus…
Über den Tod hinaus... ist der Titel der 52. Episode der Krimiserie Ein Fall für zwei mit Günter Strack und Claus Theo Gärtner in den Hauptrollen.

## Handlung
Nachdem Elise Simon, vertreten durch den Rechtsanwalt Dr. Renz in der von ihr beabsichtigten Scheidungsangelegenheit von ihrem Ehemann Helmuth, das Haus ihres Geliebten Karl Schöfer verlassen hat, erscheint dort dessen Freundin Ilona Keller. Am darauffolgenden Tag präsentiert Schöfer Elise Simon deren vermeintliche Leiche. Aufgrund eines Alkoholrauschs könne er sich nicht daran erinnern, auf welche Weise Ilona ums Leben gekommen sei. Auf Elises Anraten versteckt er die Leiche in einem Schacht innerhalb einer Industriebrache. Kurz darauf erhält er jedoch Photographien von dieser Vertuschungstat, die ein unbekannter Beobachter aufgenommen hat.
Elise Simon gesteht daraufhin ohne Schöfers Wissen gegenüber Dr. Renz und dem Privatdetektiv Josef Matula ihre indirekte Beteiligung an den Ereignissen. Matula soll herausfinden, wer die Fotos angefertigt hat. Bei einer Durchsuchung von Ilona Kellers Wohnung findet er eine auf dem dortigen Anrufbeantworter hinterlassene Nachricht von Helmuth Simon, in der dieser um ein Treffen bittet. Dr. Renz konfrontiert Elise Simon mit dieser Aufnahme. Helmuth Simon gibt an, Ilona Keller nur einmal, am Tag vor ihrem vermeintlichen Tod, getroffen zu haben. Sie habe ihn um Rat gebeten und wollte zudem seine Einschätzung erhalten, wie ernst die Beziehung zwischen seiner Ehefrau und Karl Schöfer sei.
Schöfer zeigt Elise weitere Photos, die ihn hinsichtlich des Todes seiner Freundin belasten, sowie eine Schweigegeldforderung. Dr. Renz empfiehlt, dass Schöfer sich bei der Polizei stellen solle. Elise möchte hingegen, dass Renz ihren vermögenden Ehemann dazu auffordert, das Lösegeld bereitzustellen und vermutet zudem ihn als Urheber der entsprechenden Forderung.
Matula findet bei einem weiteren Besuch in Ilona Kellers Wohnung heraus, dass zwischenzeitlich jemand dort gewesen sein muss. Als Chemikerin hat sie eine wissenschaftliche Arbeit zum Thema der Toxizität des Kugelfisches studiert, die sich inzwischen an einer anderen Stelle innerhalb des Zimmers befindet.
Schöfer erhält Anweisungen zur Geldübergabe und gibt diese an Dr. Renz weiter. Matula, der mit Schöfer in Funkkontakt steht, folgt ihm bis in eine alte Arztpraxis und findet Schöfer dort niedergeschlagen wieder, während ein Motorradfahrer mit dem Geld flüchtet.
Dr. Renz sucht gemeinsam mit Elise Simon das Versteck der Leiche auf. Gemäß seiner Erwartung ist diese inzwischen nicht mehr dort auffindbar. Er vermutet, dass Ilona ihren Tod durch die Einnahme des Giftes des Kugelfisches lediglich vorgetäuscht hat, um an das Geld des Ehepaares Simon zu gelangen.
Matula bringt den aktuellen Aufenthaltsort Ilona Kellers in einem Hotel in Neckarsteinach in Erfahrung. Während Dr. Renz sie dort zur Rede stellen will, trifft auch Schöfer ein, um sie abzuholen. Währenddessen beobachtet Matula die Ankunft Elise Simons. Er verhindert zwar erfolgreich die Flucht von Schöfer und Keller. Elise Simon gelangt jedoch an seine Waffe und erschießt ihren angeblichen Geliebten, der sie ausgenutzt hat.

## Hintergrund

Haus Hainburg, aufgenommen aus vergleichbarer Perspektive wie in der Episode

Die Episode wurde überwiegend im Rhein-Main-Gebiet gedreht. Die Kulisse der Kanzlei von Dr. Renz befand sich im Hotel InterContinental Frankfurt. Einzelne Straßenszenen wurden im Umfeld der Alten Oper sowie im Bereich des Frankfurter Hauptbahnhofs erstellt.
Einige Szenen entstanden auf dem Gelände eines ehemaligen Klinkerwerkes in Hohenstein. Als angebliches Parkhotel Neckarsteinach wurde das Haus Hainburg in Schlangenbad gezeigt.